# Vadim Repin

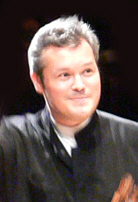
Vadim Repin

Vadim Viktorovitsj Repin (Russisch: Вадим Викторович Репин) (Novosibirsk, West-Siberië, 31 augustus 1971) is een Russisch violist.
In zijn jeugd studeerde Repin bij Zakhar Bron en werd door heel Rusland als een wonderkind gerespecteerd. Op zijn zeventiende werd hij in 1989 de jongste winnaar van de Koningin Elisabethwedstrijd in Brussel, een van de belangrijkste vioolwedstrijden ter wereld. 
Vadim Repin speelde onder begeleiding van vooraanstaande dirigenten zoals Yehudi Menuhin, Pierre Boulez, Riccardo Chailly, Charles Dutoit, Michael Tilson Thomas, Valery Gergiev, James Levine, Kurt Masur, Edo de Waart, Simon Rattle, Esa-Pekka Salonen, en Mstislav Rostropovitsj.
Repin specialiseert zich in Russische en Franse muziek, in het bijzonder de grote Russische vioolconcerten, maar ook contemporaine muziek en muziek uit de twintigste eeuw. Voorbeelden hiervan zijn werken van John Adams en Sofia Goebaidoelina. 
Hij heeft vioolconcerten opgenomen van: Mozart, Sibelius, Tsjaikovski, Johannes Brahms, Prokofjev, Sjostakovitsj en Mjaskovski. Repin heeft ook twee cd’s gemaakt met werken voor viool en piano met Boris Berezovski, en heeft verder kamermuziek opgenomen met Martha Argerich en Michail Pletnev, de altviolist Yuri Bashmet, en cellist Mischa Maisky. 
De meerderheid van Repins opnames tot 2005 waren op het Erato label. In 2005 maakte Repin een opname bij  Deutsche Grammophon met kamermuziek van Sergej Tanejev samen met Michail Pletnev, Ilya Gringolts, Nobuko Imai en Lynn Harrell. Met cellist Mark Truls nam hij het dubbelconcerto van Johannes Brahms op. In april 2006 tekende Repin een exclusief contract bij Deutsche Grammophon.
Tot 2005 bespeelde Vadim Repin de Stradivarius ‘Ruby’ viool, gemaakt in 1708 die tot dan bespeeld werd door Pablo de Sarasate. Nu bespeelt hij de Guarneri del Gesù uit 1736 "von Szerdahely" viool.

## Prijzen
- 1982 – 1ste prijs bij Wieniawski Jeugdwedstrijd in Lublin, Polen
- 1988 – Tibor Varga Wedstrijd in Sion, Zwitserland
- 1989 – 1ste prijs Koningin Elisabethwedstrijd in Brussel, België